# Драммонд-Уиллоуби, Альбирик, 23-й барон Уиллоуби де Эрзби
Альбирик Драммонд-Уиллоуби, 23-й барон Уиллоуби де Эрзби (англ. Albyric Drummond-Willoughby, 23rd Baron Willoughby de Eresby; 25 декабря 1821 — 26 августа 1870) — британский аристократ, 3-й барон Гвидир (1865—1870), 23-й барон Уиллоуби де Эрзби (1865—1870), лорд великий камергер (1865—1870).

## Биография
Альбирик Драммонд-Уиллоуби был младшим из детей в семье Питера Драммонд-Баррелла, 23-го барона Уиллоуби де Эрзби и его жены Сары Клементины Драммонд, дочери Джеймса Драммонда, 1-го барона Перт и Клементины Эльфинстоун.
В 1865 году унаследовал от отца титулы барона Гвидир и барона Уиллоуби де Эрзби, а также должность лорда великого камергера.
Скончался 26 августа 1870 года в возрасте 48 лет, не оставив потомков; был похоронен в Иденхеме (Линкольншир).